# Улица Кайю (Рига)
Улица Ка́йю (латыш. Kaiju iela) — улица в Курземском районе города Риги, в историческом районе Кипсала. Название улице (рус. Чаячья улица, нем. Möwenstrasse) присвоено в 1881 году и никогда не изменялось. Без названия улица показана уже на плане 1876 года.
Улица Кайю пролегает в направлении с запада на восток по всей ширине острова Кипсала, от набережной Зунда до берега Даугавы (Баласта дамбис). Общая длина улицы составляет 490 метров. На всём протяжении асфальтирована, разрешено движение в обоих направлениях. Ширина проезжей части — около 4 метров. Тротуар устроен только на 20-метровом участке вдоль реставрированного исторического здания по ул. Оглю, 8.
Исторически улица Кайю пролегала только к востоку от улицы Звейниеку (участок длиной 282 метра); западный же отрезок, выходящий к Зунду, проходит по частной территории и не во всех источниках рассматривается как часть улицы Кайю, хотя проектировался в таком качестве ещё с начала XX века.
Общественный транспорт по улице не курсирует, но на улице Кипсалас есть остановка автобуса «Kaiju iela».

## Застройка
К началу Второй мировой войны застройка улицы Кайю ещё отсутствовала. В настоящее время по улице числится 4 земельных участка с частными домовладениями; значительная часть улицы остаётся незастроенной. К западному отрезку улицы Кайю прилегает территория Международного выставочного центра и городского кемпинга.

## Прилегающие улицы
Улица Кайю пересекается со следующими улицами:
- набережная Зунда
- улица Звейниеку / улица Кипсалас
- улица Маза Кайю
- улица Оглю
- Баласта дамбис